# Carina Vance Mafla
Carina Vance Mafla, née en 1977 à Oakland en Californie, est une militante pour les droits homosexuels en Équateur et une femme politique. Elle est ministre de la Santé de l'Équateur de 2012 à 2015.
Elle est la première femme à s'être définie publiquement comme lesbienne à la télévision. 
Elle décide après de sa nomination de s'attaquer aux cliniques dites de « déshomosexualisation », des centres, officiellement centres de désintoxication, qui illégalement internent de jeunes filles afin de les « guérir » de leur homosexualité,.